# Theodor von Scheve
Theodor von Scheve (11. června 1851 – 19. dubna 1922) byl německý šachový mistr a spisovatel.
Narodil se ve městě Kandřín-Kozlí v pruské provincii Pruské Slezsko. Jako vojenský důstojník žil v Breslau, kde spoluzaložil Schachverein Breslau Anderssen a později žil v Berlíně, kde hrál na mnoha místních šachových turnajích. Zemřel v Pačkově.
V roce 1881 skončil v Berlíně na třetím místě za Bertholdem Laskerem a Siegbertem Tarraschem a také na jiném turnaji skončil druhý za Curtem von Bardelebenem; v roce 1883 skončil na 6.–8. místě (vyhrál Hermann von Gottschall); v roce 1887 skončil na turnajích 2. za Maxem Harmonistem a 8. (vyhrál Paul Klemens Seuffert); v roce 1889 jeden turnaj vyhrál a na jednom skončil druhý; dvakrát skončil na 3.–4. místě (1890 a 1891/92), v roce 1893 skončil na jednom turnaji třetí, v roce 1894 znovu jeden turnaj vyhrál, v letech 1898/1899 první místo sdílel s jiným šachistou a letech 1899/1900 skončil na turnaji na druhém až třetím místě.
V roce 1891 v Berlíně zremizoval dva zápasy: 1. proti Carlu Augustovi Walbrodtovi (+4 -4 =2) a Curtovi von Bardelebenovi (+4 -4 =4).
V roce 1884 sdílel s šachistou Löwenthalem první místo na turnaji ve Frankfurtu. V tomto městě skončil v roce 1887 na 5. kongresu Deutscher Schachbund na 17.–18. místě (vyhrál George Henry Mackenzie); obsadil 4. místo v Lipsku 1888 (Bardeleben a Fritz Riemann vyhráli); skončil 7.–9. v Manchesteru v roce 1890 (6. kongres BCA; vyhrál Tarrasch); sdílel 11.–13. místo v Drážďanech v roce 1892 (7. kongres DSB, vyhrál Tarrasch); skončil na 18. místě v Lipsku v roce 1894 (8. kongres DSB, vyhrál Tarrasch).
Jeho největším šachovým úspěchem bylo 3.–4. místo v Monte Carlu v roce 1901 (tehdy vyhrál David Janowski). Skončil na 3. místě v Paříži 1902; skončil 4–5. ve Vídni 1902 (vyhráli Janowski a Heinrich Wolf); obsadil 17. místo v Monte Carlu 1902 (vyhrál Géza Maróczy); o dva roky později zde skončil pátý (tematický turnaj, hrál se Rice Gambit, vyhráli Frank Marshall a Rudolf Swiderski); skončil 7–8. v Berlíně v roce 1907 (Jubiläumturnier, vyhrál Richard Teichmann); 23.–24. skončil v Ostende (B-tournament, vyhráli Ossip Bernstein a Akiba Rubinstein); skončil na 8.– 9. místě v San Remu v roce 1911 (vyhrál Hans Fahrni), a sdílel 10.–11. místo v Berlíně v roce 1917 (vyhráli Walter John a Paul Johner).
Napsal filozofickou esej Der Geist des Schachspiel (Berlín 1919).